# Capasa herois
Capasa herois är en fjärilsart som beskrevs av Louis Beethoven Prout 1932. Capasa herois ingår i släktet Capasa och familjen mätare. Inga underarter finns listade i Catalogue of Life.